# П'єр Аллеман
П'єр Аллеман (фр. Pierre Allemane, 19 січня 1882, Монпельє — 24 травня 1956, Отревіль) — французький футболіст, що грав на позиції захисника, зокрема за національну збірну Франції.

## Клубна кар'єра
У дорослому футболі дебютував виступами за команду «Пассі».
Згодом грав за «Клуб Франсе» та «Расінг» (Париж), а завершував ігрову кар'єру у команді «КАСЖ».

## Виступи за збірну
1905 року дебютував в офіційних матчах у складі національної збірної Франції. Загалом протягом кар'єри в національній команді провів у її формі 7 матчів.
Помер 24 травня 1956 року на 75-му році життя в Отревілі.